# 張博 (嘉靖進士)
張博（1526年—？），字子約，號仰松，浙江紹興府會稽縣軍籍，山陰縣人，明朝政治人物。

## 生平
嘉靖四十三年（1564年）甲子科順天府鄉試第一百二名舉人。嘉靖四十四年（1565年）中式乙丑科會試第二百三十二名，三甲第九十二名進士。刑部观政，本年六月授常熟知县，隆慶二年（1568年）六月行取，九月升南刑部主事，四年五月改刑部，十二月改工科给事中，五年十二月升刑科右，六年七月降郃阳县丞，万历元年（1573年）正月升應山知县，四年八月升太仓州知州，六年十二月升淮府右長史，八年正月致仕。

## 家族
曾祖張玘，義官；祖父張慈，封監察御史；父張洽，監察御史。母鈕氏（封孺人）。兄悌；怿；恪，省祭；慎；憬，庠生；弟悱，监生；惺，庠生。